# 伊万·阿福诺夫
伊万·伊里奇·阿福诺夫（俄語：Иван Ильич Афонов，1905年4月12日—1979年4月30日），苏联政治家。曾担任达吉斯坦苏维埃社会主义自治共和国国营农场副主任、政治部主任、农业部部长；联共（布）阿斯特拉罕州委第二书记、秋明州委第一书记；哈萨克共产党中央第二书记；哈萨克苏维埃社会主义共和国劳动储备部部长等职务。

## 生平
- 1905年4月12日出生于顿河州塔甘罗格的一个工人家庭。小学毕业后在当地地主庄园打工。
- 1920年-1921年，塔甘罗格铁路学校学徒工。1921年3月加入共青团。
- 1921年-1924年，共青团比洛沃茨克區委执行书记。期间，1922年-1924年，塔甘罗格工厂学徒学校学习，毕业后留校任教。
- 1924年-1925年，共青团北高加索边疆区塔甘罗格区委员会经济法律部部长。1925年加入俄共（布）。
- 1925年1月-1926年1月，联共（布）北高加索边疆区塔甘罗格区列宾斯克区委员会组织宣传部部长，列宾斯克区工作组党组书记。
- 1926年-1928年，北高加索边疆区波尔舍-克里宾斯基区公共教育部长。
- 1928年-1930年，联共（布）塔甘罗格制革厂党委书记。
- 1930年-1931年，联共（布）北高加索边疆区新明斯克区委组织部长，顿河区委组织部副部长。
- 1931年-1933年，新切尔卡斯克矿业学院学习。
- 1933年-1937年，达吉斯坦苏维埃社会主义自治共和国第七国营牧羊场政治部副部长、部长。
- 1937年-1939年，达吉斯坦苏维埃社会主义自治共和国布伊那茨基制鞋厂厂长。
- 1939年-1940年，达吉斯坦罐头厂经理。
- 1940年-1941年，联共（布）达吉斯坦苏维埃社会主义自治共和国党委农业部长。
- 1941年-1943年，联共（布）达吉斯坦苏维埃社会主义自治共和国党委工业委员会书记。
- 1943年-1945年6月，联共（布）中央委员会组织部工作。
- 1945年6月-1947年6月，联共（布）阿斯特拉罕州委第二书记。
- 1947年，联共（布）中央监察委员会情报科科员。
- 1947年-1948年7月，联共（布）中央监察委员会情报科长。
- 1948年7月-1949年9月，联共（布）中央巡视员。
- 1949年9月-1951年12月，联共（布）秋明州委第一书记。期间，1951年11月-12月，联共（布）中央巡视员。
- 1951年12月-1954年6月，哈萨克共产党中央第二书记。
- 1954年1月-1957年4月，哈共巴甫洛达尔州委第一书记。
- 1957年-1959年，哈萨克苏维埃社会主义共和国人力资源部部长。
- 1959年-1963年，哈萨克苏维埃社会主义共和国职业技术教育局局长。
- 1963年-1964年12月，哈萨克苏维埃社会主义共和国国家职业教育委员会主席，负责组织劳务招收和安置工作。
- 1964年12月起退休，享受个人养老金待遇。
- 1979年4月30日于莫斯科逝世，享年74岁。

阿福诺夫是苏共19-20大代表；第3届苏联最高苏维埃联盟院代表；第2届俄罗斯苏维埃联邦社会主义共和国最高苏维埃代表，第3-4届哈萨克苏维埃社会主义共和国最高苏维埃代表。

## 荣誉
- 列宁勋章
- 二级卫国战争勋章
- 保卫高加索奖章
- 1941-1945年伟大卫国战争中忘我劳动奖章
- 荣誉勋章